# Outstanding Artist Award (Österreich)
Der Outstanding Artist Award wurde erstmals vom Bundesministerium für Unterricht, Kunst und Kultur unter Claudia Schmied, danach dem Bundeskanzleramt und wird aktuell nach einer weiteren Verschiebung der Kulturagenden vom Bundesministerium für Kunst, Kultur, öffentlicher Dienst und Sport vergeben und zählt zur Gruppe der Staatspreise der Republik Österreich. Er gelangt in etwa 14 Kategorien zur Verleihung. Er ersetzt seit 2010 eine Reihe von Förderpreisen, die bis 2009 von diesem Ministerium vergeben wurden. Analog dazu wurden auch die vom Ministerium vergebenen Würdigungspreise neu organisiert und in den Österreichischen Kunstpreis überführt.
Der Outstanding Artist Award wird an Künstler der jüngeren und mittleren Generation vergeben und ist mit € 10.000 dotiert. Ausgezeichnet werden Kunstschaffende, „die bereits ein aussagekräftiges Œuvre vorweisen können und deren Arbeiten von künstlerisch überregionaler Bedeutung sind“. Unabhängige Jurys und Beiräte wählten die Preisträger nach Ausschreibungen aus. Vor einigen Jahren wurde der Prozess umgestellt, es sind keine Bewerbungen mehr möglich, sondern die Jurien nominieren die Preisträger und wählen gemeinsam aus. Die meisten Preise werden jährlich vergeben, einige lediglich im Zweijahresrhythmus.

## Kategorien
- Outstanding Artist Award für Bildende Kunst (Vergabe jährlich)[1]
- Outstanding Artist Award für Darstellende Kunst (Vergabe jährlich)[1]
- Outstanding Artist Award für Experimentelle Tendenzen in der Architektur (Vergabe alle 2 Jahre)[1]
- Outstanding Artist Award für Experimentelles Design (Vergabe alle 2 Jahre)[1]
- outstanding artist award – Experimentelles Modedesign (seit 2016)[2]
- Outstanding Artist Award für Film (Vergabe jährlich)[1]
- Outstanding Artist Award für Karikatur und Comics (Vergabe alle 2 Jahre)[1]
- Outstanding Artist Award für Kinder- und Jugendliteratur (Vergabe alle 2 Jahre)[1]
- Outstanding Artist Award für Künstlerische Fotografie (Vergabe jährlich)[1]
- Outstanding Artist Award für Literatur (Vergabe jährlich)[1]
- Outstanding Artist Award für Musik (Vergabe jährlich)[1]
- Outstanding Artist Award für Video- und Medienkunst (Vergabe jährlich)[1]
- Outstanding Artist Award für Aktuelle Jahresthemen (Vergabe jährlich)[1]
- Outstanding Artist Award für Innovative Kulturarbeit (Vergabe jährlich)[1]

## Hinweise
Der Outstanding Artist Award des Bundesministeriums für Unterricht, Kunst und Kultur ersetzt eine Reihe von Förder- und Anerkennungspreisen sowie Stipendien, die bis zum Jahr 2009 zum Teil in anderer Form von diesem Ministerium vergeben wurden. Einige diese Preise existierten unter anderen Namen schon seit Jahrzehnten. Der Preis in der Kategorie Musik beispielsweise wurde von 1950 bis 1970 als Staatspreis für Musik vergeben, anschließend als Österreichischer Förderungspreis für Musik. Der Preis in der Kategorie Literatur ersetzt seit 2010 den seit 1950 verliehenen Österreichischen Förderungspreis für Literatur, den Thomas Bernhard 1967 erhielt und als „Kleinen Österreichischen Staatspreis“ bezeichnete.
Nachdem die Vergabe des Hans-Koller-Preises im April 2010 aufgrund fehlender Finanzierung auf Eis gelegt worden war, wurde die Förderung hervorragender österreichischer Jazzmusiker ebenfalls in die Outstanding Artist Awards überführt.
In der Kategorie Aktuelle Jahresthemen des Outstanding Artist Awards werden seit 2010 jährlich drei Preise (in den Sparten Frauenkultur, Interdisziplinarität, Interkultureller Dialog) zuerkannt.